# 萨瓦尔
萨瓦尔（又譯萨瓦），是孟加拉国中部的一座城市, 位于达卡专区的达卡县。萨瓦尔是距离达卡最近的城市，也是大达卡的一部分。2011年萨瓦尔人口数为296,851，位居达卡县第二，全国第十一。

## 地理
萨瓦尔位于孟加拉国中部的达卡县，经纬度为23°26′N 90°07′E / 23.44°N 90.11°E。

## 人口
2011年孟加拉国人口普查显示，萨瓦尔人口为296,851，男性132,692人，女性124,062人。萨瓦尔的人口平均密度为11,300人每平方千米，全市共有家庭60,290户。

## 政府
萨瓦尔的政府是市长-议会制政府。